# West Australian (häst)
West Australian, född 1850, död 1870, var ett engelsk fullblod som tävlade mellan 1852 och 1854, känd för att ha varit den första hästen som tagit en brittisk Triple Crown inom galoppsport.

## Karriär
Ägaren John Bowes satte tidigt West Australian i träning hos den ledande galopptränaren John Scott, vid Whitewall Stables i Malton, North Yorkshire. Han reds i de flesta av sina löp av Frank Butler. Under sin tävlingskarriär startade han tio gånger och tog nio segrar. Efter att ha blivit slagen i sitt debutlöp vann han alla sina kommande starter, inklusive 2000 Guineas, Epsom Derby, St Leger Stakes och Ascot Gold Cup.
West Australian har retroaktivt erkänts som den första Triple Crown-vinnaren. West Australian betraktades av samtida experter som en av de bästa brittiska hästarna under 1800-talet. Efter att han avslutat tävlingskarriären hade han framgång som avelshingst i England och Frankrike, och var till stor del ansvarig för att Godolphin Arabians blodslinje skulle överleva.
West Australian dog den 2 maj 1870 på stuteriet Haras du Pin i Frankrike. Ett litet minnesmärke till minne av hans segrar restes på Bowes Streatlam Castle. 